# Eurycope galatheae
Eurycope galatheae är en kräftdjursart som beskrevs av Wolff 1956. Eurycope galatheae ingår i släktet Eurycope och familjen Munnopsidae.
Artens utbredningsområde är havet kring Nya Zeeland. Inga underarter finns listade i Catalogue of Life.